# Port lotniczy La Chinita
Aeropuerto Internacional La Chinita – port lotniczy zlokalizowany w mieście Maracaibo w Wenezueli.

## Linie lotnicze i połączenia
- AIRES (Barranquilla, Bogotá, Cartagena)[1]
- American Airlines (Miami)[2]
- Aserca Airlines (Santo Domingo)[3]
- Avior Airlines (Willemstad)[4]
- Copa Airlines (Panama)[5]
- Santa Bárbara Airlines (Miami, Oranjestad)[6]
- Venezolana (Panama, Oranjestad)[7]